# Brasiella obscurella
Brasiella (Brasiella) obscurella – gatunek chrząszcza z rodziny biegaczowatych i podrodziny trzyszczowatych.

## Taksonomia
Gatunek opisany został w 1829 roku przez Johanna Christopha Friedricha Kluga jako Cicindela obscurella. B. obscurella wraz z siostrzanym gatunkiem B. pretiosa oraz B. venustula i B. argentata należy do grupy argentata-species group. W 1963 K. Mandl opisał gatunki Brasiliella chrysocollis i Brasiliella pallidipes. Drugi uznany został za mniejszą formę C. obscurella, a pierwszy za barwną formę C. o. constricta, opisanej w 1955 przez E. Rivaliera, która jednak nie tworzy osobnej populacji geograficznej i również została zsynonimizowana z B. obscurella.

## Opis
Ciało samców długości 8 mm, a samic – 8,5 mm. Grzbietowa strona ciała czarna do ciemnobrązowej. Głowa łysa, z wyjątkiem szczecinek nadocznych. Labrum wydłużone, bezzębne, o przedniej krawędzi prostej. Głowa i przedplecze słabo błyszczące. Przedplecze wąskie z płytkimi szwami. Przedplecze i episternity przedtułowia rzadko oszczecinione. Pokrywy matowe, czarne z miedzianym, a u niektórych okazów zielonym, niebieskim lub fioletowym połyskiem. Plamy na nich nieciągłe lub prawie zatarte, a mikrorzeźba izodiametryczna. Punkty na pokrywach duże i płytkie, z zielonym i miedzianym połyskiem.
Samice mają na VIII sternum odwłoka szerokie i płytkie V-kształtne obrzeżenie. Drugie gonocoxa ze szczecinkami wzdłuż środkowej krawędzi. Gonapofizy drugorzędowe o części środkowej w ⅔ tak długiej jak boczna.

## Ekologia i fenologia
Dorosłe poławiane były w Brazylii w grudniu, a w Argentynie, Paragwaju i Urugwaju w lutym. Siedlisko nie jest znane.

## Rozprzestrzenienie
Chrząszcz ten zamieszkuje krainę neotropikalną. Wykazany został z Argentyny, Paragwaju, Urugwaju, Boliwii i południowej Brazylii (stany Minas Gerais, Santa Catarina i São Paulo).